# Vzpomínám
Vzpomínám je singl skupiny I.V.M. a textaře Petra Soukupa. Singl byl zveřejněn 16. února 2020 na platformě YouTube. Hudbu napsali Radim Pacal, Svatopluk Hřebačka a Martin Kučera. Na textu s ními spolupracoval Petr Soukup.

## Vznik písně
Na podzim roku 2019 oslovili tvůrci filmu BřecLIVE Jakub Hotař a Dušan Hanuš hudebníky ze skupiny I.V.M. Radima Pacala a Svatopluka Hřebačku s žádostí o napsání hudby do jejich nově vznikajícího filmu s tím, že jedna píseň bude titulní, na kterou se vytvoří i hudební videoklip. Film měl premiéru 7. prosince 2019 v Břeclavi v kině Koruna. Skupina si přizvala k titulní písni Pěvecký sbor z Velkých Bílovic pod vedením Dáši Osičkové.Kapela I.V.M. se na hudební scéně výrazněji projevila díky pop-funkovému duetu s herečkou a zpěvačkou Evou Burešovou. Hlavní roli ve filmu ztvárnil herec Pavel Nový.

### Píseň
Na písni se podílel Roman Kašník (produkce, mix, master), Radim Pacal (zpěv), Svatopluk Hřebačka (akustická kytara), Vojtěch Kabelka (baskytara), Roman Kratochvil (elektrická kytara), Martin Kučera (klávesy), Jiří Majzlík (trumpeta), Adam Florus (tenor saxofon), Pavol Hoďa (Alt saxofon). Píseň nazpíval Radim Pacal.

### Videoklip
Videoklipem Vzpomínám se skupina vrací o 30 let zpět do doby, kdy hudební tvorba byla pod trvalým dohledem a podléhala schválení odborné poroty, jejímž úkolem bylo dohlížet na kvalitu a hudební vyspělost; ve skutečnosti ale kontrolovala tvorbu a politické smýšlení. Bez kvalifikačních přehrávek nebylo možné legálně se zúčastnit veřejné hudební produkce.
- Radim Věžník – režie, kamera, produkce a střih
- Host – Pěvecký sbor Sluníčka z Velkých Bílovic
- Místo – Sokolovna Podivín